# Signau (Adelsgeschlecht)

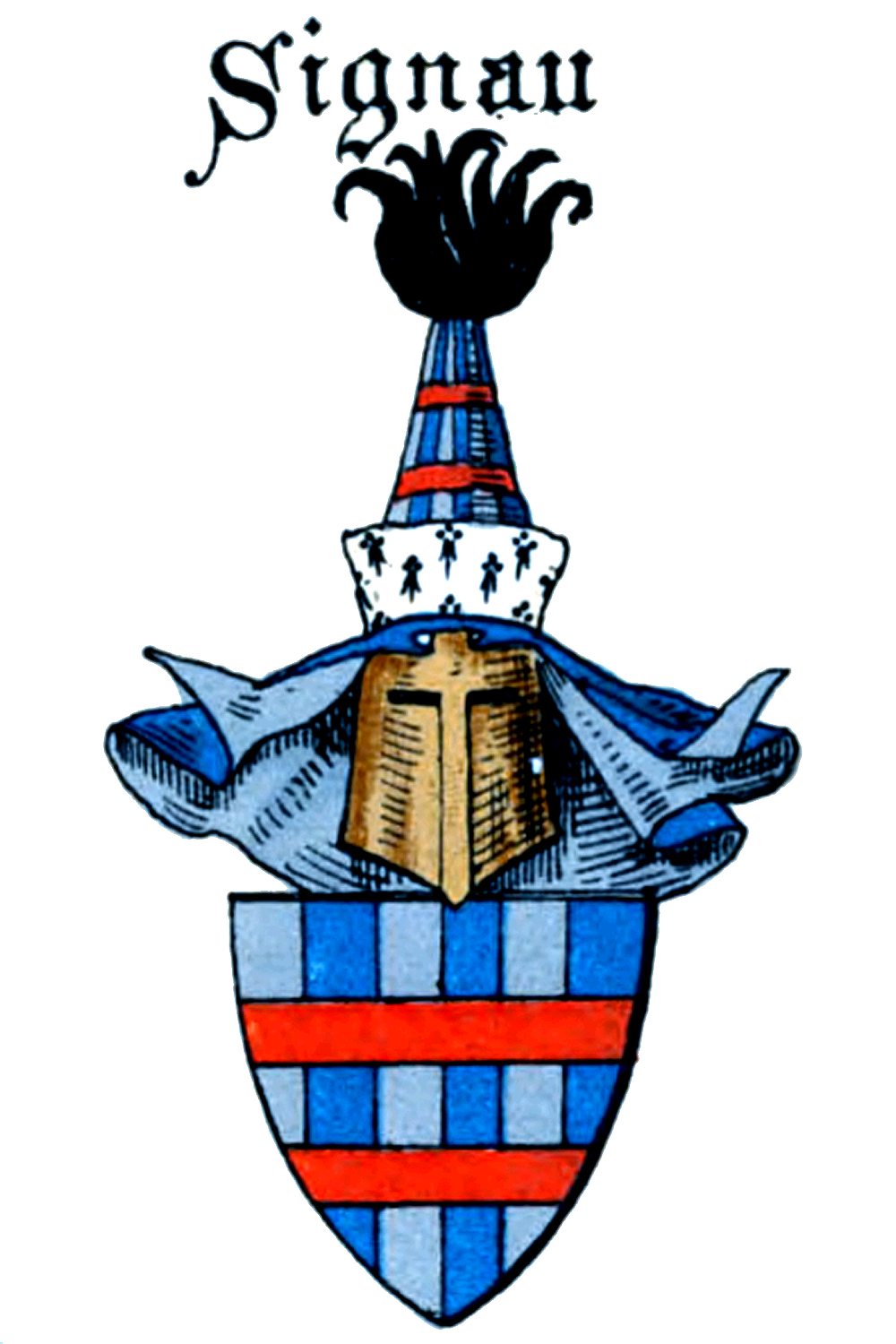
Wappen derer von Signau

Das Geschlecht der Freiherren von Signau war ein mittelalterliches Adelsgeschlecht aus dem schweizerischen Emmental. Neben ihrer regionalen Bedeutung interessieren die Freiherren von Signau als mögliche Ahnen derer von Attinghausen-Schweinsberg, einer in der Gründungszeit der Eidgenossenschaft bedeutenden Familie.

## Geschichte

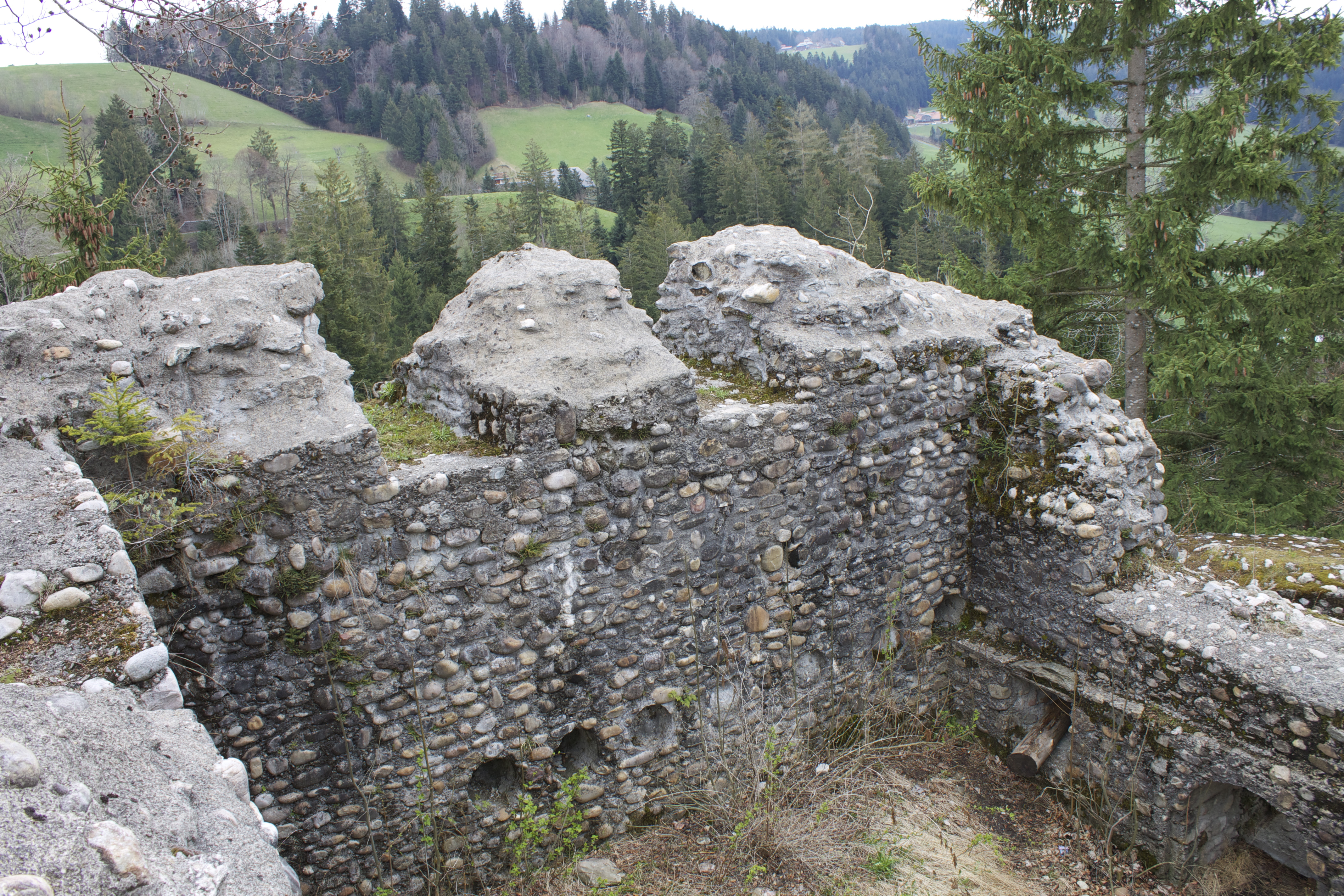
Ruine Alt-Signau

Die Freiherren von Signau hatten als Stammsitz die Burg Alt-Signau, ab Mitte des 14. Jahrhunderts die Burg Neu-Signau. Güter und Rechte sind aus dem Emmental und dem Oberaargau bekannt. Aus der Familie sind 26 Personen bekannt. Erstmals erwähnt wird das Geschlecht 1130 mit Werner I. von Signau in einer Urkunde des Klosters Trub. Anastasia, die Tochter Ulrichs III. von Signau, heiratete 1325 den Grafen Eberhard II. von Kyburg. Weitere Verwandtschaften bestanden unter anderen zu den Herzögen von Teck, den Grafen von Buchegg, von Freiburg und von Fürstenberg, den Freiherren von Grünenberg sowie zu den Herren von Wartenstein und von Rüssegg.
Der Tod des Henman von Signau in der Schlacht bei Sempach, der auf österreichisch-habsburgischer Seite kämpfte, beendete die Geschichte der Familie in weltlich-männlicher Linie 1386. Die Herrschaft gelangte über die Kyburger schließlich 1399 an Bern, das die Herrschaft sogleich an Johannes von Büren, Burger der Stadt Bern, weiterverkaufte. Über einen Verkauf kamen 1450 Burg und Herrschaft an die Familie von Diesbach. Erst nach der Reformation gelangte Signau 1529 endgültig an Bern. Erster bernischer Landvogt in Signau war Niklaus von Hertenstein.
Die immer wieder angeführte genealogische Beziehung zwischen den Signau und den Attinghausen über die Familie von Schweinsberg ist nicht gesichert; verwandtschaftliche Beziehungen der Schweinsberg mit den Attinghausen haben wahrscheinlich bestanden.

Wappen der Gemeinde Signau

## Wappen
Blasonierung: Fünfmal gespalten von Silber und Blau, belegt mit zwei roten Querbalken.
Das Wappen der Freiherren von Signau wurde zum Wappen der bernischen Landvogtei und dann des Amtes. Auch für die Gemeinde Signau ist es seit 1674 bezeugt.

## Belege